# 도덕 감정론
《도덕 감정론》(The Theory of Moral Sentiments)은 영국의 경제학자이자 윤리학자인 애덤 스미스가 1759년에 출판한 책이다.

## 개요
내용은 7부로 나누어졌고, 제1부에서는 도덕적으로 바른 행위란 무엇인가를, 제2부에서 제6부까지는 상찬(賞讚)과 처벌의 근거, 의무의 감각, 미(美)와 효용에 관해서, 관습과 유행에 관해서, 미덕에 관해서 논했으며, 제7부에서 종래의 도덕철학의 여러 학설이 비판적으로 검토되고 있다.
이 책에서 스미스가 말하는 도덕이라는 것은 오히려 사회적인 행위의 규준(規準)이라는 의미이며, 다시 말해서 시민사회에서의 질서의 원리였다. 스미스는 그것을 '공감(共感)'의 원리(the theory of Sympathy) 로서 전개시키고 있다. 즉 자기의 행동이 타인의 공감을 받을 수 있느냐 없느냐, 자기를 타인의 입장에서 보았을 때 자기 행동을 시인할 수 있느냐의 여부가 사회적인 행위의 규준이 된다고 스미스는 생각한다.
애덤 스미스가 ⟪국부론⟫에서 이기심의 철학을 주장했다고들 하지만, 그것은 결코 질서를 파괴하는 따위의 방종한 것이 아니라, 이러한 객관적인 행위 규준 때문이었던 것이다.

## 같이 보기
- 경제사상사
- 애덤 스미스
- 버넌 스미스